# Hege Steinlund

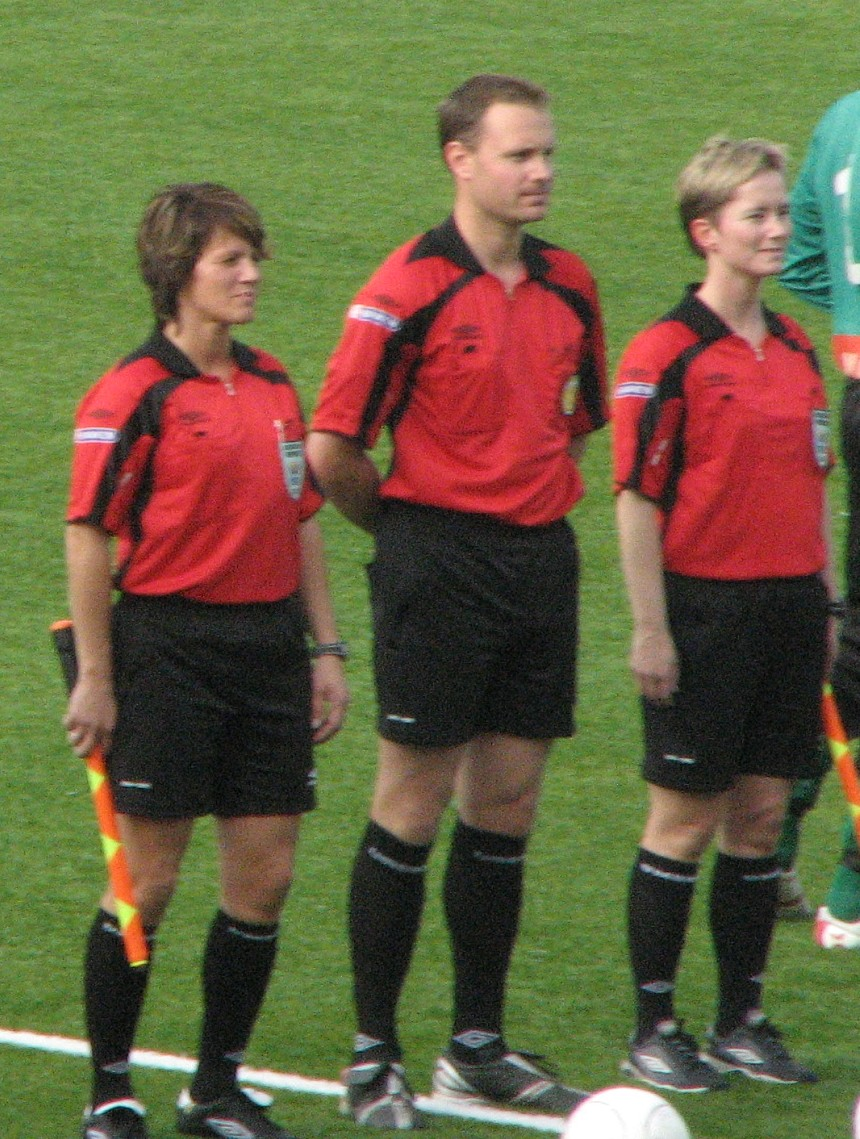
Hege Steinlund (links) als Assistentin von Ken Henry Johnsen

Hege Lanes Steinlund (* 23. Dezember 1969) ist eine ehemalige norwegische Fußballschiedsrichterassistentin.
Steinlund war Schiedsrichterassistentin bei zwei Weltmeisterschaften (der Weltmeisterschaft 2007 in China und der Weltmeisterschaft 2011 in Deutschland), zwei Europameisterschaften (der Europameisterschaft 2009 in Finnland und der Europameisterschaft 2013 in Schweden) und zwei olympischen Spielen (beim olympischen Fußballturnier 2008 in China und beim olympischen Fußballturnier 2012 im Vereinigten Königreich). Insgesamt leitete sie fünf WM-Spiele, davon drei Spiele bei der WM 2007 (zwei Spiele als Assistentin von Jenny Palmqvist und ein Spiel als Assistentin von Dagmar Damková) sowie zwei Spiele bei der WM 2011 (als Assistentin von Christina Pedersen).